# Kabbinahalli, Hassan
Kabbinahalli là một làng thuộc tehsil Hassan, huyện Hassan, bang Karnataka, Ấn Độ.